# Lipka (jezioro)
Lipka (niem. Lind See) – niewielkie, otoczone lasem, wysychające jeziorko, położone 0,7 km na północ od wsi Lubieszyn, po wschodniej stronie drogi Lubieszyn – Buk. W odległości 0,5 km na północ od jeziorka znajduje się opuszczona wieś Linki. Nazwa polska od 1945 r., jest kalką nazwy niem. Lind See, od Linde – lipa i See – jezioro.

## Charakterystyka
Zbiornik wodny od XIX w. wysechł w znacznej części, tworząc bagna i łęgi. Z jeziora i z kompleksu otaczających je bagien wypływa rzeka Mała Gunica.